# Thomas Hefti

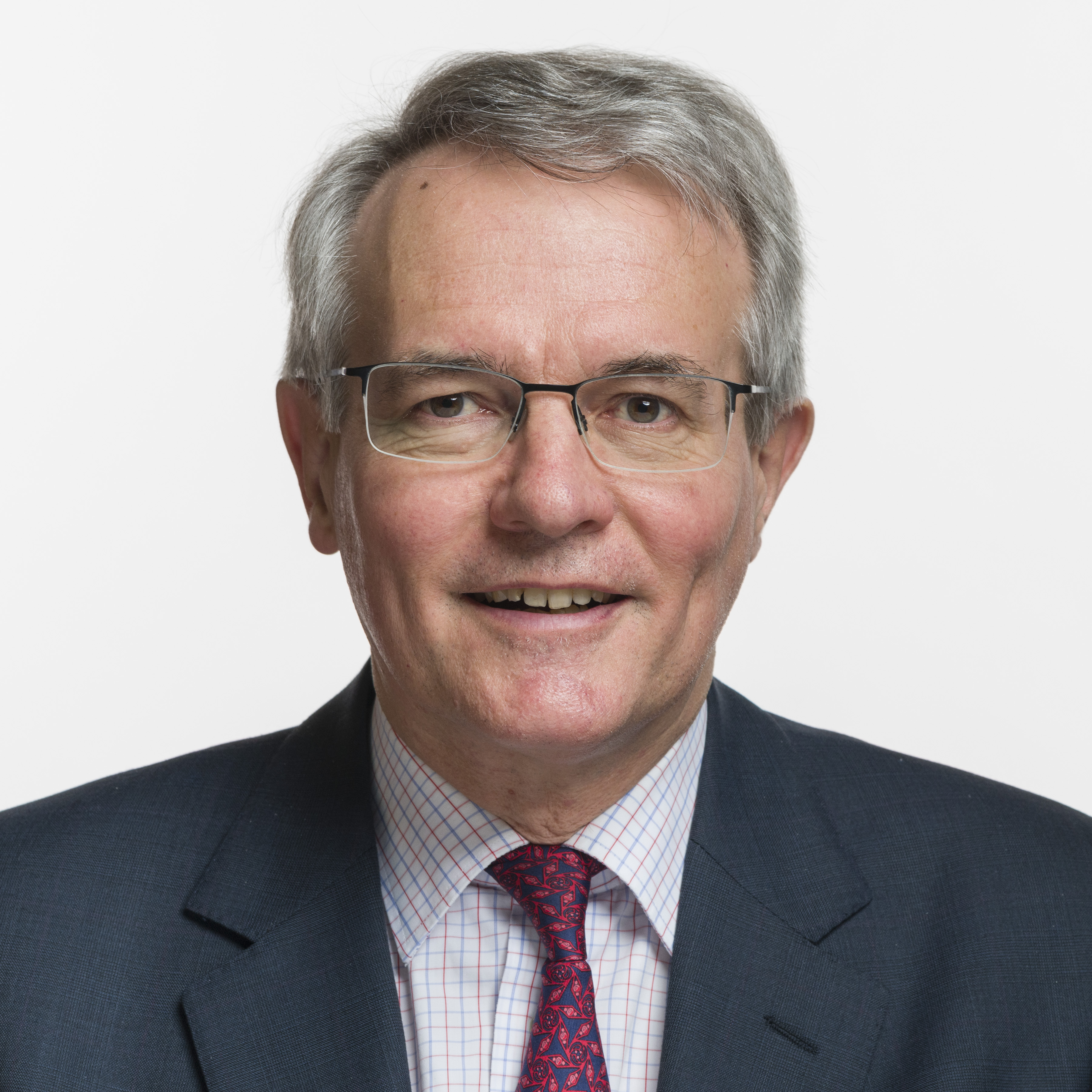
Thomas Hefti (2019)

Thomas Hefti (* 30. Oktober 1959 in Zürich; heimatberechtigt in Glarus Süd) ist ein Schweizer Rechtsanwalt und Politiker (FDP.Die Liberalen). Er vertritt den Kanton Glarus im Ständerat. Im Amtsjahr 2021/22 war er Ständeratspräsident.

## Ausbildung und Beruf
Hefti absolvierte die Kantonsschule in Glarus, die er 1978 mit der Matura abschloss. Im Anschluss daran studierte er an der Universität Neuenburg Rechtswissenschaften und erwarb 1984 das Lizentiat. 1988 promovierte er mit der Dissertation La protection de la propriété étrangère en droit international public zum Dr. iur. 1992 erwarb er zudem von der University of London den Grad eines Master of Laws. Seit 1994 ist Hefti im Kanton Glarus als Anwalt tätig.

## Politische Tätigkeit
1998 wurde Thomas Hefti in den Gemeinderat (Exekutive) von Schwanden gewählt. Von 2006 bis 2010 war er der letzte Gemeindepräsident von Schwanden, ab 2011 erster Gemeindepräsident von Glarus Süd. 2008 wurde er in den Glarner Landrat gewählt. 2014 wurde er als Nachfolger des im Amt verstorbenen Pankraz Freitag in den Ständerat gewählt. 2015 und 2019 wurde Hefti im Amt als Ständerat bestätigt. Mitte Mai 2020 trat er als Landrat zurück. Am 29. November 2021 wurde er Ständeratspräsident 2021/22. Sein Vater Peter Hefti präsidierte die kleine Parlamentskammer bereits im Jahr 1980/81. Bei den Parlamentswahlen 2023 wird er nicht mehr antreten.

## Familie und Herkunft
Hefti stammt aus einer alteingesessenen Glarner Politiker- und Anwaltsfamilie. Sein Vater, Peter Hefti, gehörte ebenfalls dem Gemeinderat von Schwanden an, war Obergerichtspräsident des Kantons Glarus und Ständerat von 1968 bis 1990. Heftis Grossvater väterlicherseits, Hans Hefti, war Regierungsrat des Kantons Glarus (1937 bis 1950), dessen Vater, Peter Hefti, ebenso (1899 bis 1906). Heftis Urgrossvater, Robert Haab, gehörte von 1917 bis 1929 dem Bundesrat an. Dessen Frau, Heftis Urgrossmutter, war die Tochter von Heinrich Landis, liberaler Nationalrat von 1878 bis 1890.
Hefti ist mit Victoria Romeo Martín Hefti verheiratet, hat einen Stiefsohn und wohnt in Schwanden.